# 萊恩圖書館

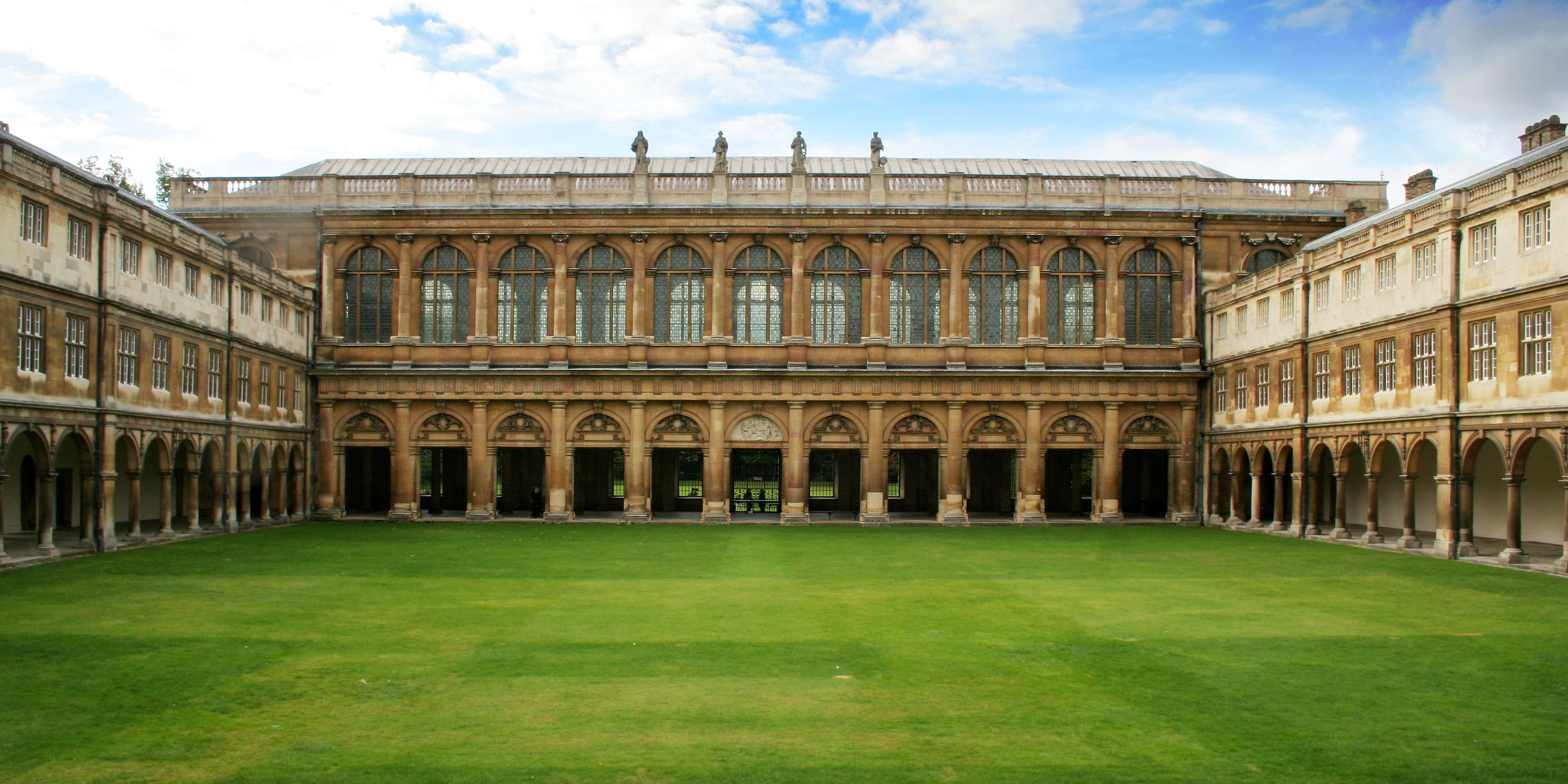
萊恩圖書館

萊恩圖書館（Wren Library）是英國劍橋大學三一學院的圖書館，由克里斯多佛·雷恩（Christopher Wren）設計於1676年，在1695年竣工。圖書館由一個巨大的房間構成，被認為是世界首個使用大窗戶的圖書館，為讀者提供舒適照明。萊恩設計的另外一個圖書館是林肯座堂圖書館。萊恩圖書館是I級登錄建築。

## 外部連結
- The online catalogue of digitised manuscripts in the Wren Library.
- Trinity College one of "The 20 Most Spellbinding University Libraries In The World （页面存档备份，存于）" Independent Newspaper

52°12′25.56″N 0°6′53.64″E / 52.2071000°N 0.1149000°E